# Leonard Reinhard
Leonard Reinhard   (Augsburg, 1710 - Augsburg, 1756) fou un músic alemany.
Va ser organista de l'església luterana de Sant Jacob de la mateixa ciutat i publicà Kurzer und deutlicher Unterrichl von dem Generalbass (Augsburg, 1750) on explica lliçons breus i clares del baix general, en què es mostren les regles clares i lleugers exemples del darrer estil musical, com els principiants d'aquesta ciència tan útil poden arribar a tenir una completa destresa de la manera més senzilla.